# .jp
.jp – domena internetowa przypisana dla stron internetowych z Japonii. Została utworzona 5 sierpnia 1986. Zarządza nią Japan Registry Services.